# Knebel (mund)
 Denne artikel omhandler en knebel der puttes i munden. Opslagsordet har også en anden betydning, se Knebel.
En knebel er en genstand der puttes i munden, f.eks for at forhindre nogen i at sige noget.
Ofte er det et bånd, tørklæde el.lign, der strammes ind mellem kæberne og bindes bag nakken.
At kneble er at stoppe en knebel (oprindelig et træstykke) i munden på en anden person (mod dennes vilje). Personen er nu kneblet. 
Symbolsk bruges udtrykket "at kneble pressen" om pressecensur eller anden undertrykkelse af ytringsfriheden.
En knebel kan også være en del af udstyret ved BDSM.
| Tøj | Spire Denne artikel om tøj, sko eller lignende er en spire som bør udbygges. Du er velkommen til at hjælpe Wikipedia ved at udvide den. |